# Miriam Tinguely
 (août 2022).
La mise en forme du texte ne suit pas les recommandations de Wikipédia : il faut le « wikifier ».
Les points d'amélioration suivants sont les cas les plus fréquents. Le détail des points à revoir est peut-être précisé sur la page de discussion.
- Les titres sont pré-formatés par le logiciel. Ils ne sont ni en capitales, ni en gras.
- Le texte ne doit pas être écrit en capitales (les noms de famille non plus), ni en gras, ni en italique, ni en « petit »…
- Le gras n'est utilisé que pour surligner le titre de l'article dans l'introduction, une seule fois.
- L'italique est rarement utilisé : mots en langue étrangère, titres d'œuvres, noms de bateaux, etc.
- Les citations ne sont pas en italique mais en corps de texte normal. Elles sont entourées par des guillemets français : « et ».
- Les listes à puces sont à éviter, des paragraphes rédigés étant largement préférés. Les tableaux sont à réserver à la présentation de données structurées (résultats, etc.).
- Les appels de note de bas de page (petits chiffres en exposant, introduits par l'outil «  Source ») sont à placer entre la fin de phrase et le point final[comme ça].
- Les liens internes (vers d'autres articles de Wikipédia) sont à choisir avec parcimonie. Créez des liens vers des articles approfondissant le sujet. Les termes génériques sans rapport avec le sujet sont à éviter, ainsi que les répétitions de liens vers un même terme.
- Les liens externes sont à placer uniquement dans une section « Liens externes », à la fin de l'article. Ces liens sont à choisir avec parcimonie suivant les règles définies. Si un lien sert de source à l'article, son insertion dans le texte est à faire par les notes de bas de page.
- La présentation des références doit suivre les conventions bibliographiques. Il est recommandé d'utiliser les modèles {{Ouvrage}}, {{Chapitre}}, {{Article}}, {{Lien web}} et/ou {{Bibliographie}}. Le mode d'édition visuel peut mettre en forme automatiquement les références.
- Insérer une infobox (cadre d'informations à droite) n'est pas obligatoire pour parachever la mise en page.

Pour une aide détaillée, merci de consulter Aide:Wikification.
Si vous pensez que ces points ont été résolus, vous pouvez retirer ce bandeau et améliorer la mise en forme d'un autre article.
Miriam Tinguely, née à Bâle le 27 janvier 1950, est une peintre vaudoise. Elle est la fille des artistes suisses Eva Aeppli et Jean Tinguely.

## Biographie
Après sa naissance, Miriam a peu de contact avec ses parents et est élevée principalement par ses grands-parents dans le canton de Fribourg,. Son éducation se déroule ensuite dans des pensionnats et écoles à Pensier, Genève et Lausanne. Elle commence à peindre à l'âge de 15 ans et suit un apprentissage avec le photographe Jacques Thévoz. L'année suivante, elle accomplit son premier voyage à New York.
En 1978, Miriam Tinguely déménage à San Francisco où elle travaille durant vingt ans et où elle est exposée une première fois en 1982. Durant cette période, elle pratique la peinture à l'huile et la sculpture sur bois, tout en élargissant son réseau d'expositions tant aux États-Unis qu'en Europe. En 1989, Miriam Tinguely est exposée au Centre culturel suisse de Paris.
En 2000, Miriam Tinguely décide de rentrer en Suisse et de s'installer près d'un centre tibétain au Mont Pèlerin. Elle élargit sa pratique artistique et expérimente la gravure. Ses travaux plus récents combinent différentes techniques dont le dessin, l'aquarelle, la gravure, et le collage.
Miriam Tinguely a été commissionnée de plusieurs expositions individuelles durant sa carrière et a aussi participé a des nombreuses expositions de groupe. Plusieurs de ses œuvres font partie de la collection permanente de l'Atelier-Galerie J.-J. Hofstetter à Fribourg. En 2016, elle est nommée artiste en résidence au Kunstgarten de Graz, en Autriche.

## Expositions

### Expositions personnelles
- 1982 : A.R.E., San Francisco
- 1983 : Southern Exposure Gallery, San Francisco
- 1984 : San Francisco Museum of Modern Art, Rental Gallery
- 1987 : Galerie des Bastions, Genève, Galerie Samy Kinge, Paris
- 1989 : Gallery of the Zodiac, Omaha, Galerie Lendl, Graz, Centre Culturel Suisse, Paris, Galerie Samy Kinge, Paris
- 1990 : Freitagsgalerie, Soleure, Centre d'Art de Flaine, Cluses
- 1991 : Galerie Rivolta, Lausanne
- 1996 : Galerie J.-J. Hofstetter, Fribourg
- 1999 : Galerie Kornfeld, Berne, Galerie Samy Kinge, Paris, Espace Jean Tinguely - Niki de Saint Phalle, Fribourg
- 2002 : Galerie Nelly L'Eplattenier, Lausanne, Galerie J.-J. Hofstetter, Fribourg

### Expositions collectives
- 1987 : AAO Gallery, Buffalo New York, Bannaker Gallery, Walnut Creek, Galerie des Bastions, Genève
- 1988 : Galerie des Bastions, Genève, Berkeley Art Center, Berkeley
- 2001 : Centre d'Art d'Yverdon, Yverdon-les-Bains
- 2002 : Galerie de Rue, J. und A. Basler, Suisse

## Ouvrages
- Avec Emily Dickinson, Aquarelles, Le Mont-sur-Lausanne : Jean Genoud SA, 2008.
- Avec Guido Magnaguagno, Miriam Tinguely - Gravures et Aquarelles, Villars-sur-Glane : MTL, 2002.